# Katedrála svatého Jana Křtitele (Turín)

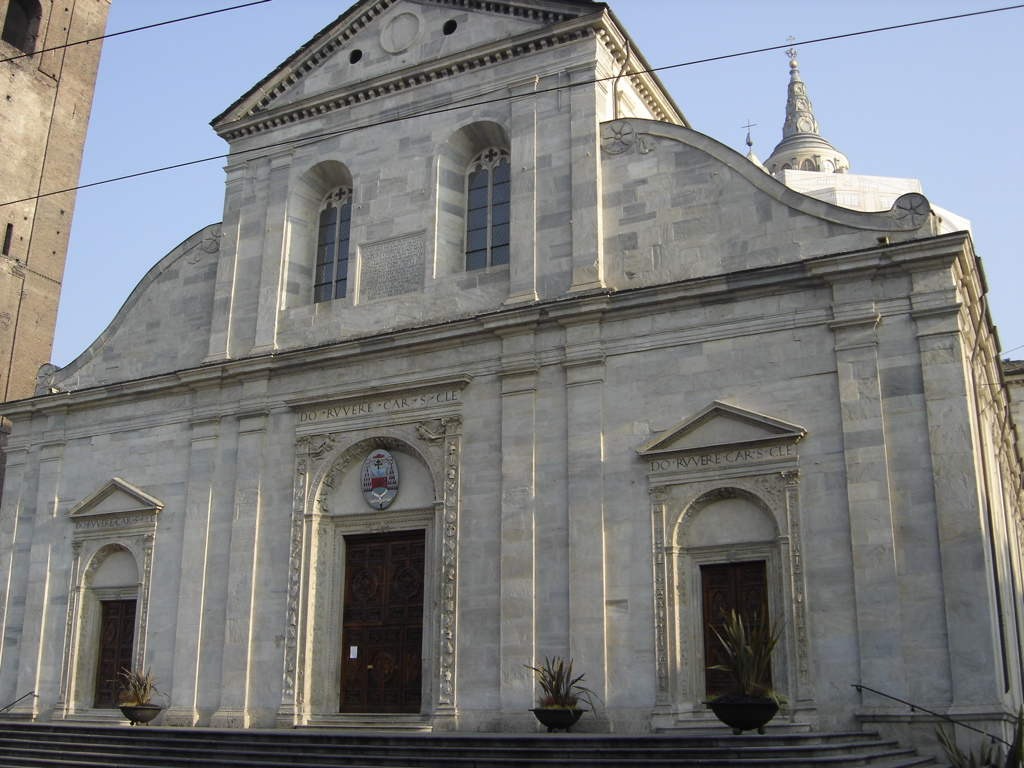
Katedrála sv. Jana Křtitele v Turíně

Katedrála svatého Jana Křtitele (italsky Cattedrale di San Giovanni Battista) je hlavní kostel v Turíně v severní Itálii, zasvěcený sv. Janu Křtiteli. Katedrála je sídlem turínské arcidiecéze.

## Historie

### Lombardský kostel
Původně se na místě dnešní katedrály nacházelo římské divadlo, později tři kostely postavené ve 4. století. Byly zasvěceny sv. Salvátoru, sv. Marii z Dompna (italsky: Santa Maria de Dompno), sv. Janu Křtiteli a Panně Marii. Vysvěcení údajně provedl Agilulf, lombardský král, který vládl v severní Itálii mezi lety 591 až 613. V roce 662 byl v kostele zavražděn Garibald, turínský vévoda, stoupenec krále Godeperta, na jehož vraždě se údajně Garibald podílel. 

### Renesanční kostel
Demolice tří starých kostelů byla mezi lety 1490–1492. Poté na stejném místě vzniká nová renesanční katedrála, postavena mezi lety 1491–1498, jejíž výstavbu provedl toskánský architekt Amedeo da Settignano, známý také jako Meo del Caprina, který ve své době působil v Římě a přinesl novou formu renesance do oblasti Piemontu, jejímž středem je právě Turín. Katedrála vznikla pro kardinála Domenica della Rovere, biskupa turínského, který v době výstavby pobýval v Římě. Stavba byla svěřena do rukou architekta, kardinál ji navštívil v roce 1496, aby zkontroloval postup prací. Nová katedrála byla vysvěcena 21. září 1505 biskupem Giovanni Lodovico della Roverem.  

### Kaple svatého Plátna
Kaple byla postavena pro uchovávání relikvie. Plátno v době výstavby patřilo Savojskému vévodství, jehož centrem je Turín od roku 1563. V Turínu bylo plátno od roku 1578. Roku 1649 se Bernardio Quadri rozhodl rozšířit katedrálu s cílem vytvořit luxusnější sídlo pro plátno. Quadri přijel do Turína na dvůr vévody Karla Emanuela II. Savojského, jeho původní návrh vycházel z předchozího projektu Carla di Castellamonte (jednalo se o oválnou kapli za chórem). V roce 1667 byl povolán Guarino Guarini, aby dokončil projekt, který pokračoval až do roku 1694; kaple byla dokončena pod vedením Marie Jany Savojské, vdovy po Karlu Emanuelovi II.  
Kaple sv. Plátna byla poničena požárem, který vypukl v roce 1997. V dnešní době je restaurována podle původního návrhu Guariniho, používají se stejné materiály. Plátno nebylo zasažené požárem, protože bylo v době požáru umístěno v chóru; momentálně je uloženo v malé kapli uvnitř katedrály a za hlavním oltářem je iluzivní malba (trompe l´oeil), s náhledem na kapli s Bertolovým oltářem, který vznikl na počátku 18. století. 

## Popis
Jedná se o trojlodní renesanční baziliku s převýšenou hlavní lodí a sedlovou střechou. Na místě, kde se střetává transept a hlavní loď, je kupole s polygonálním půdorysem. Na východě se nachází chór s hlavním oltářem a kaplí sv. Plátna. Kapli lemují dvě poschodí po stranách. 

### Exteriér
Průčelí katedrály je typicky renesančně symetrické. Fasáda kostela je doplněna sochařskou výzdobu portálů, které reprezentují figury Boha Otce, Ježíše Krista, andělů s hudebními nástroji a sv. Jana Křtitele, nad nimi je nápis „DO RVVERE CAR S CLE“, tedy jméno biskupa Domenica Della Rovere, uprostřed štítu je do mramoru vytesaný jeho erb, na kterém je vyobrazený dub, kardinálský klobouk a kříž. Výzdoba se připisuje architektovi stavby (Amedeo da Settignano). 
Stavbu doplňuje kampanila, zvonice, postavena mezi lety 1468–1470, jejíž nejvyšší část byla vytvořena mezi lety 1720–1723 architektem Filippem Juvarrou. 

### Interiér
Interiér je dvouzónově dělený – arkády rozdělující hlavní a vedlejší lodě, nad arkádami jsou oblouková okna, prostor hlavní lodě je zaklenut valenou klenbou s lunetami.
V chrámu se nachází kaple s píšťalovými varhanami z roku 1874 od Vegezziho Bossi. Celou kapli doplňuje oltář vytvořený v 18. století, dvě mramorové sochy sv. Kristíny a Terezy, které vytvořil v Římě roku 1715 pařížský umělec Pierre Le Gros, a je zde také uchovávána svátost eucharistie.
Interiér katedrály doplňuje několik uměleckých prací. Na pravé straně od hlavního vstupu je pomník Giovanny d´Orlier de la Balme z 15. století. Nahoře chybí znak rodiny, který byl zničen při napoleonské okupaci francouzskými vojsky. Na levé straně od vstupu jsou pozůstatky hrobky rodu Romagnano, představující biskupa Amedea a jeho otce hraběte Antonia. Dále se zde nachází obraz od malíře Antonia Parentaniho znázorňující Pannu Marii Vítěznou s anděly, archanděly a strážnými anděli v brnění. Nad hlavním vstupem je velkoformátová malba poslední večeře, obraz byl namalován roku 1829 a namaloval ho Francesco Gagna, který pocházel z italského města Vercelli. Tento obraz je jeden z nejvýznamnějších existujících kopií Poslední večeře od Leonarda da Vinci. Do katedrály byl darován králem Karlem Albertem Sardinským v roce 1835.
Vchod do sakristie se nachází za kaplí sv. Plátna. V sakristii je dochovaný pomník Claude de Seyssela, který zemřel 1520 a v roce 1517 byl jmenován turínským arcibiskupem. Pomník vytvořil slavný pozdně renesanční sochař a architekt Michele Sanmicheli pocházející z Verony.

## Kaple svatého Plátna
Jde o centrálně řešenou kapli známého turínského architekta Guarino Guariniho, představitele vrcholného baroku v Itálii. Guariniho stavby disponují složitým matematicky propočítaným půdorysem.
Jedná se o stavbu s vlastností originálního vizuálního propojení prostoru, což odkazuje na baroko. Hlavní pozornost Guarini kladl na propojení prostorů a zlomu.
V kapli je umístěn relikviář a oltář z roku 1693, obojí realizováno Antoniem Bertolem.
Prostor katedrály a kaple je rozdělen velkým skleněným oknem, které tvoří prostorovou a vizuální bariéru mezi objekty. Okno bylo postaveno z iniciativy krále Karla Felixe Sardinského v roce 1825–1826.  

## Turínské plátno
Jedná se o relikvii, která je zde uchovávaná od roku 1578. Je to plátno, do kterého měl být údajně zabalený Ježíš Kristus krátce po ukřižování. Je na něm viditelný otisk těla muže, jsou na něm kapky krve. 
V průchodech pod kostelem se nacházejí artefakty, které souvisí s Turínským plátnem nebo video s jinými historickými artefakty. V kapli sv. Plátna je vystavena pouze replika plátna, originál je ukazován jen při zvláštních příležitostech.

## Galerie

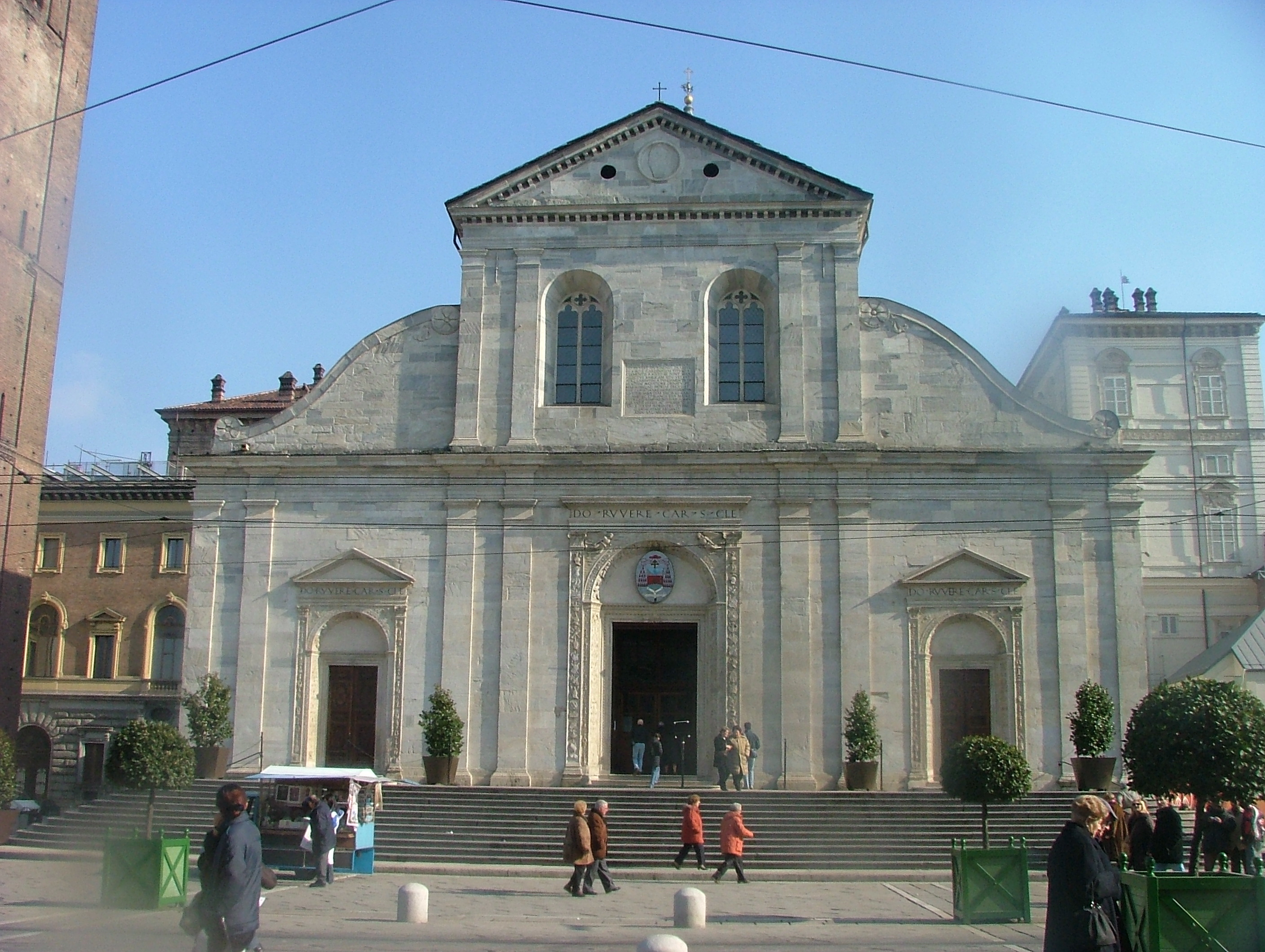
Průčelí
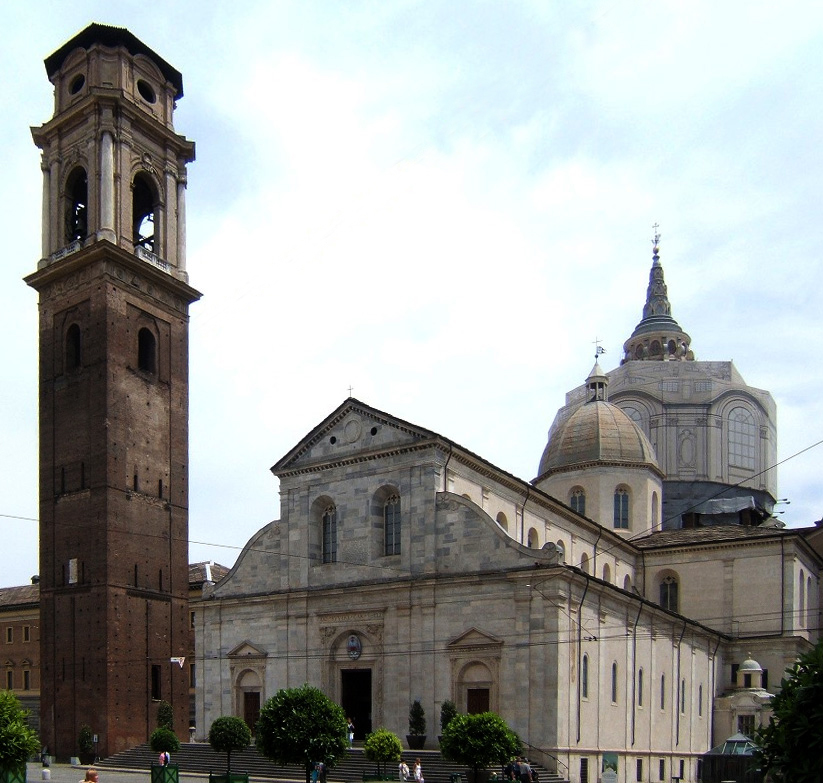
Katedrála se zvonicí
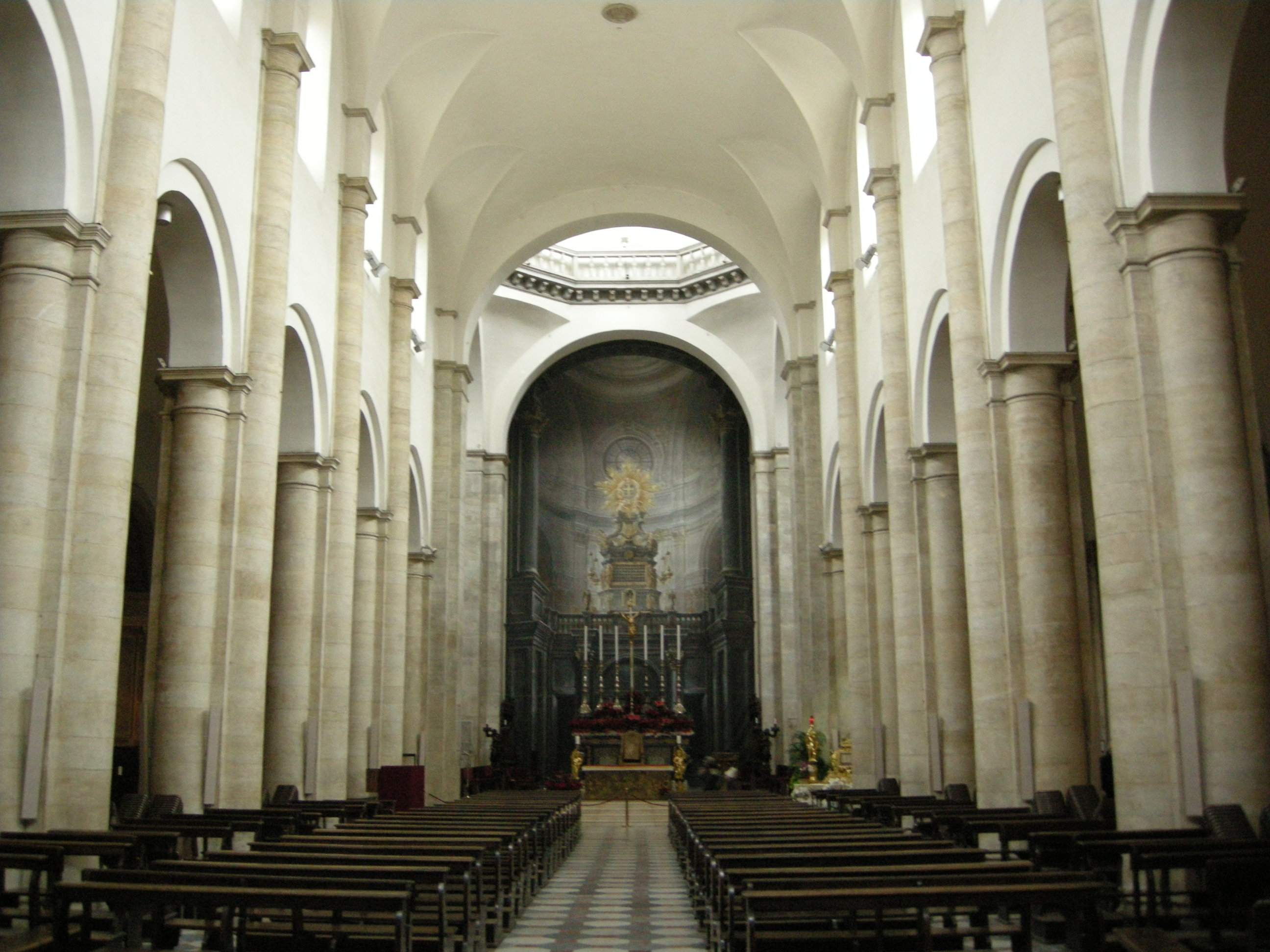
Interiér katedrály